# Майрёккер, Фридерика
Фридерика Майрёккер (Майрёкер, нем.  Friederike Mayröcker; 20 декабря 1924, Вена — 4 июня 2021, там же) — австрийский поэт, прозаик, драматург.

## Биография
Стихи начала писать в 15 лет, первая публикация — в авангардистском журнале «План» (1946), первая книга — в 1956. С 1946 по 1969 преподавала английский язык в различных школах Вены. В 1954 году вышла замуж за поэта Эрнста Яндля, с которым прожила до его кончины в 2000 году, ряд радиопьес написан ими в соавторстве.

## Произведения
- Gesammelte Prosa 1949—2001/ Klaus Reichert, Hrsg. 5 vol. Frankfurt/Main, 2001
- Реквием по Эрнсту Яндлю/ Requiem für Ernst Jandl. Frankfurt/Main, 2001
- Gesammelte Gedichte 1939—2003. Frankfurt/Main, 2005
- Und ich schüttelte einen Liebling. Frankfurt/Main, 2005
- dieses Jäckchen (nämlich) des Vogel Greif. Gedichte 2004—2009. Frankfurt/Main, 2009
- ich bin in der Anstalt. Fusznoten zu einem nichtgeschriebenen Werk. Berlin, 2010 (автобиографическая проза)
- vom Umhalsen der Sperlingswand, oder 1 Schumannwahnsinn. Berlin, 2011
- ich sitze nur GRAUSAM da. Berlin, 2012
- Von den Umarmungen. Berlin, 2012
- études. Berlin, 2013 (короткая проза 2011—2012)

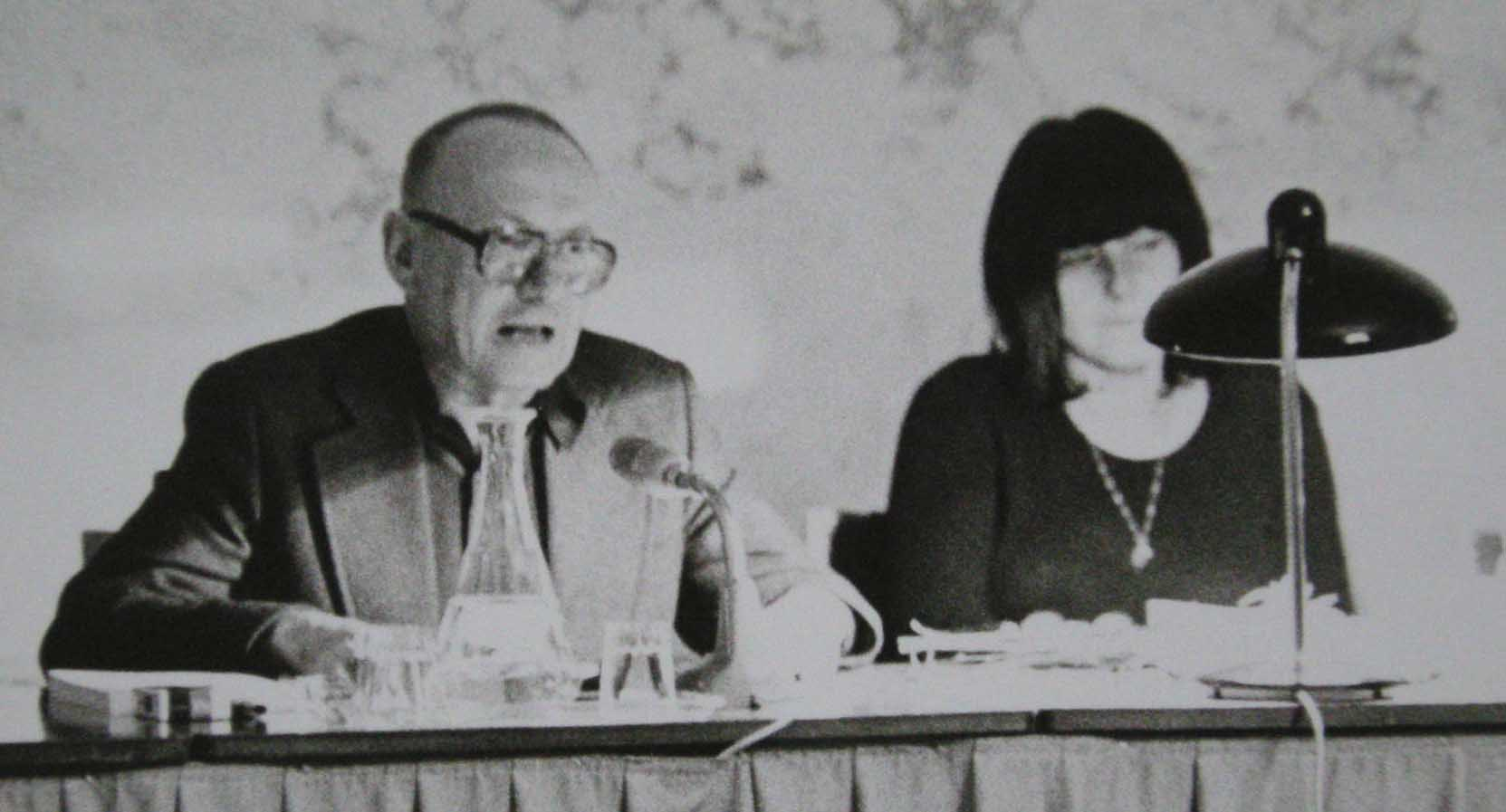
Майрёкер и Яндль на совместном выступлении в Вене в 1974

## Признание
Премия Георга Тракля (1977). Большая Австрийская премия по литературе (1982). Австрийский почётный знак За науку и искусство (1987). Большая литературная премия Баварской академии изящных искусств (1996). Премия Георга Бюхнера (2001). Поэтическая премия Хорста Бинека (2010). Бременская литературная премия (2011). Премия Нижней Австрии по культуре (2013) и многие другие награды. О писательнице снят документальный фильм (2009, ).

## Переводы на русский язык
На русский язык произведения Майрёккер переводили Анна Глазова, Вячеслав Куприянов и др.